# Palinodi
Palinodi är en återkallelse eller upprepning av en nyss sjungen sång. Enligt en sägen skall den grekiske skalden Stesichoros, bländad av Helena på grund av en smädedikt, genom en palinodi ha återfått synen.